# Odori ebi
Odori ebi (踊り蝦, "dansende rejer") er en japansk delikatesse, der er en form for sashimi.
Retten indeholder levende babyrejer, der stadig kan bevæge deres ben og antenner. Retten kræver hurtig tilberedning for at sikre, at rejerne stadig lever, når de serveres. De dyppes for det meste i sake for at bedøve dem. Derefter dyppes de levende rejer i en særlig dypsovs ved bordet, hvorefter man hurtigt bider i dyret for at dræbe det.
I tysk ret anses odori ebi i modsætning til ikizukuri, tilberedning af levende fisk, ikke som dyrplageri, da rejer ikke er hvirveldyr.